# 安巴奇克灣
69°38′55″N 162°18′23″E / 69.64861°N 162.30639°E

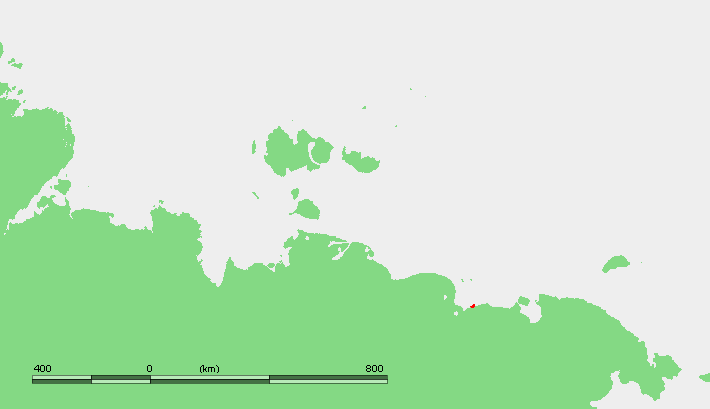

安巴奇克灣是俄羅斯的海灣，位於東西伯利亞海的科雷馬灣東部，距離雅庫茨克約1,700公里，由薩哈共和國負責管轄，長7公里、寬3公里，最大水深4米，每年十月至翌年七月結冰。